# Hank Finkel
Henry J. Finkel (Union City, Nueva Jersey; 20 de abril de 1942) es un exjugador de baloncesto estadounidense que jugó durante nueve temporadas en la NBA. Con 2,13 metros de estatura, lo hacía en la posición de pívot.

## Trayectoria deportiva

### Universidad
Pasó por las pequeñas universidades de St. Peters y  Hunter College antes de jugar durante tres temporadas con los Flyers de la Universidad de Dayton, en las que promedió 23,7 puntos y 13,3 rebotes por partido. En los torneos de la NCAA de 1965 y 1966 promedió 27,8 puntos y 13,8 rebotes en seis encuentros.  En 1966 fue además incluido en el tercer quinteto del All-American.

### Profesional
Tras haber sido elegido en los dos drafts anteriores en sendas cuartas rondas, fue elegido en la decimoséptima posición del Draft de la NBA de 1966 por Los Angeles Lakers, donde jugó una temporada siendo el último hombre del banquillo, siendo alinedo sólo en 27 partidos, en los que promedió 1,5 puntos y 2,4 rebotes. Al año siguiente fue incluido en el draft de expansión, siendo elegido por la nueva franquicia de los San Diego Rockets. Allí fue suplente de John Block, aprovechando sus oportunidades cuando éste cayó lesionado. Jugó su mejor campaña como profesional, promediando 11,6 puntos y 7,1 rebotes por partido. La llegada de Elvin Hayes al equipo le relegó de nuevo al puesto de tercer pívot, volviendo a jugar menos de 10 minutos por encuentro.
Antes del comienzo de la temporada 1969-70 fue traspasado a Boston Celtics a cambio de una futura elección en el draft. Llegaba al equipo con la responsabilidad de suplir en el puesto a todo un Bill Russell. En su primera temporada tuvo minutos de calidad, acabando el año con 9,7 puntos y 7,7 rebotes por partido. La llegada del zurdo Dave Cowens al año siguiente a los Celtics hizo que Finkel se convirtiera en su mentor, pasando a ser suplente pero ayudando a Cowens en su nueva etapa como profesional.
Su papel en el equipo fue cada vez menor, y más tras el fichaje de Paul Silas, pero tuvo su momento de gloria en la temporada 1973-74, cuando consiguió ganar su único anillo de campeón de la NBA. Primedió 2,5 puntos y 2,3 rebotes, pero tuvo una actuación decisiva en el séptimo encuentro de las Finales, cuando tuvo que suplir a un Cowens con cinco faltas personales, y enfrentarse con Kareem Abdul-Jabbar.
Jugó una temporada más con los Celtics, para retirarse al término de la misma, con 32 años.

## Estadísticas de su carrera en la NBA

### Temporada regular
| Temporada | Edad | Equipo             | Liga | P   | TIT | MIN  | TC  | TCA | %TC  | 3P | 3PA | %3P | TL  | TLA | %TL  | R.OF. | R.DEF. | REB | ASIS | ROB | TAP | PER | FP  | PTS  |
| 1966-67   | 24   | Los Angeles Lakers | NBA  | 27  |     | 5.2  | 0.6 | 1.7 | .362 |    |     |     | 0.3 | 0.4 | .583 |       |        | 2.4 | 0.2  |     |     |     | 1.4 | 1.5  |
| 1967-68   | 25   | San Diego Rockets  | NBA  | 53  |     | 21.1 | 4.6 | 9.3 | .492 |    |     |     | 2.5 | 3.6 | .686 |       |        | 7.1 | 1.4  |     |     |     | 3.3 | 11.6 |
| 1968-69   | 26   | San Diego Rockets  | NBA  | 35  |     | 9.5  | 1.4 | 3.2 | .441 |    |     |     | 0.9 | 1.2 | .756 |       |        | 3.1 | 0.6  |     |     |     | 1.5 | 3.7  |
| 1969-70   | 27   | Boston Celtics     | NBA  | 80  |     | 23.3 | 3.9 | 8.5 | .454 |    |     |     | 2.0 | 2.9 | .670 |       |        | 7.7 | 1.3  |     |     |     | 3.7 | 9.7  |
| 1970-71   | 28   | Boston Celtics     | NBA  | 80  |     | 15.4 | 2.7 | 6.1 | .438 |    |     |     | 1.2 | 1.6 | .732 |       |        | 4.3 | 1.0  |     |     |     | 2.5 | 6.5  |
| 1971-72   | 29   | Boston Celtics     | NBA  | 78  |     | 9.4  | 1.3 | 3.3 | .406 |    |     |     | 0.6 | 0.9 | .581 |       |        | 3.2 | 0.8  |     |     |     | 1.5 | 3.2  |
| 1972-73   | 30   | Boston Celtics     | NBA  | 76  |     | 6.5  | 1.0 | 2.3 | .451 |    |     |     | 0.4 | 0.7 | .538 |       |        | 2.0 | 0.3  |     |     |     | 1.1 | 2.4  |
| 1973-74   | 31   | Boston Celtics     | NBA  | 60  |     | 7.1  | 1.0 | 2.2 | .462 |    |     |     | 0.5 | 0.7 | .651 | 0.7   | 1.6    | 2.3 | 0.5  | 0.1 | 0.1 |     | 1.0 | 2.5  |
| 1974-75   | 32   | Boston Celtics     | NBA  | 62  |     | 8.4  | 0.8 | 2.1 | .403 |    |     |     | 0.4 | 0.7 | .535 | 0.5   | 1.3    | 1.8 | 0.5  | 0.1 | 0.0 |     | 1.2 | 2.0  |
| Total     |      |                    | NBA  | 551 |     | 12.5 | 2.0 | 4.6 | .449 |    |     |     | 1.0 | 1.5 | .662 | 0.6   | 1.4    | 3.9 | 0.8  | 0.1 | 0.1 |     | 2.0 | 5.1  |

### Playoffs
| Temporada | Edad | Equipo             | Liga | P  | MIN | TCA | TC | 3PA | 3P | TLA | TL | R.OF. | REB | ASIS | ROB | TAP | PER | FP | PTS | %TC  | %3P | %FT   | MIN | PTS | REB | AST |
| 1966-67   | 24   | Los Angeles Lakers | NBA  | 1  | 1   | 0   | 0  |     |    | 0   | 0  |       | 0   | 0    |     |     |     | 0  | 0   |      |     |       | 1.0 | 0.0 | 0.0 | 0.0 |
| 1968-69   | 26   | San Diego Rockets  | NBA  | 2  | 12  | 0   | 3  |     |    | 0   | 0  |       | 7   | 0    |     |     |     | 3  | 0   | .000 |     |       | 6.0 | 0.0 | 3.5 | 0.0 |
| 1971-72   | 29   | Boston Celtics     | NBA  | 8  | 68  | 10  | 22 |     |    | 0   | 0  |       | 24  | 3    |     |     |     | 11 | 20  | .455 |     |       | 8.5 | 2.5 | 3.0 | 0.4 |
| 1972-73   | 30   | Boston Celtics     | NBA  | 7  | 23  | 6   | 9  |     |    | 0   | 0  |       | 6   | 3    |     |     |     | 4  | 12  | .667 |     |       | 3.3 | 1.7 | 0.9 | 0.4 |
| 1973-74   | 31   | Boston Celtics     | NBA  | 8  | 46  | 8   | 18 |     |    | 1   | 1  | 5     | 10  | 3    | 1   | 0   |     | 9  | 17  | .444 |     | 1.000 | 5.8 | 2.1 | 1.3 | 0.4 |
| 1974-75   | 32   | Boston Celtics     | NBA  | 7  | 25  | 3   | 7  |     |    | 3   | 5  | 3     | 6   | 4    | 0   | 0   |     | 2  | 9   | .429 |     | .600  | 3.6 | 1.3 | 0.9 | 0.6 |
| Total     |      |                    | NBA  | 33 | 175 | 27  | 59 |     |    | 4   | 6  | 8     | 53  | 13   | 1   | 0   |     | 29 | 58  | .458 |     | .667  | 5.3 | 1.8 | 1.6 | 0.4 |